# Keels
Keels is een gemeente (town) in de Canadese provincie Newfoundland en Labrador.

## Geografie
Keels ligt aan Bonavista Bay op het schiereiland Bonavista, aan de oostkust van het eiland Newfoundland. De plaats ligt ten noorden van het dorp Duntara.
Vlak bij het dorp bevinden zich bijzondere rotsformaties die bekendstaan als The Devil's Footprints ("de voetafdrukken van de duivel"). Zij zijn een van de belangrijke sites in het door UNESCO erkende Discovery Geopark.

## Geschiedenis
In 1966 werd het dorp een gemeente met de status van local government community (LGC). In 1980 werden LGC's op basis van The Municipalities Act als bestuursvorm afgeschaft. De gemeente werd daarop automatisch een community om een aantal jaren later uiteindelijk een town te worden.
In 2014 liet de provinciale overheid een haalbaarheidsonderzoek voeren naar de eventuele creatie van een fusiegemeente bestaande uit Keels, Duntara, King's Cove, Knights Cove en Stock Cove. De fusie vond echter nooit plaats en Keels bleef gewoon als zelfstandige gemeente voortbestaan.

## Demografische ontwikkeling
Net als vele andere kleine, afgelegen vissersdorpjes op Newfoundland, is ook in Keels de bevolking al decennialang aan het afnemen. In 2021 telde Keels nog 46 inwoners, wat bijna een halvering in twintig jaar tijd is en een daling met bijna 88% sinds 1940.
| Demografische ontwikkeling van Keels tussen 1940 en 2021                              |
| ------------------------------------------------------------------------------------- |
|                                                                                       |
| Bron: Statistics Canada (1940–1945, 1951–1986, 1991–1996, 2001–2006, 2011–2016, 2021) |